# 八重野充弘
八重野 充弘（やえの みつひろ、1947年8月24日 - ）は、日本の著作家、埋蔵金ハンター。日本トレジャーハンティング・クラブ代表。

## 略歴
熊本県熊本市出身。熊本大学教育学部附属小学校、熊本大学教育学部附属中学校、熊本県立熊本高等学校を経て立教大学社会学部を卒業。その後学研に勤務し、1983年に退職してくもん出版に勤務。1992年退職。作家として、ライフワークのトレジャーハンティングに関する著述を続けるとともに、科学ジャーナリストとして、おもに子どもを対象とした講演や実験教室なども行っている。最近は自身の成長期にあたる昭和30年代の思い出を題材とした執筆活動も始めている。

## 人物
1974年より、熊本県天草下島で天草四郎の軍用金探しを始めたことがきっかけで、日本の埋蔵金研究の第一人者であった畠山清行との交流が始まり、1977年より畠山を手伝う形で徳川幕府御用金（通称・徳川埋蔵金）の調査を始める。その後、全国各地に伝わる埋蔵金伝説を独自に調査、これまでに30ヶ所以上を踏査し、実際に発掘した場所も10ヶ所を超えるが、2008年末の段階ではまだ発見には至っていない。
1978年に設立した日本トレジャーハンティング・クラブは、同好の士の情報交換のための連絡組織。宝探しを健全なレジャーとして広める目的もある。2008年末現在の会員数は約70名。また、埋蔵金の公式発見例が工事中など偶然の機会のみで、探索者によって発見され届け出があったものが1例もないのは、日本の法律に問題があることを主張し、法の整備を望む言論活動も行っている。

## 著書
- 『桃太郎の黄金』（CBSソニー出版、1981年7月）
- 『謎解き・徳川埋蔵金伝説』（二見書房、1992年10月）
- 『秘録・埋蔵金を発見した』（KKベストセラーズ、1993年8月）
- 『日本の埋蔵金100話』（立風書房、1993年9月）
- 『一攫千金！ 黄金秘宝伝説』(KKベストセラーズ、1994年11月）
- 『宝探し冒険ブック－日本編』（くもん出版、1996年7月）
- 『宝探し冒険ブック－世界編』（くもん出版、1996年7月）
- 『埋蔵金を掘り当てる！』（ワールドマガジン社、1996年10月）
- 『懐かしの昭和30年代ドリル』（世界文化社、2007年11月）
- 『埋蔵金伝説を歩く－ボクはトレジャーハンター』（角川学芸出版、2007年11月）
- 『埋蔵金発見！ 解き明かされた黄金伝説』（新人物往来社、2010年8月）
- 『新情報・極秘資料に基づく 最新版 日本埋蔵金地図 Vol. 1』（戦略参謀研究所トータルＥメディア出版、2013年1月）
- 『日本全国「隠し財宝」完全マップ』（メディア・パル、2015年6月）（監修）

## TV
- ダークサイドミステリー「黄金はどこだ? 山下財宝の謎〜600兆円伝説の真相〜」（2020年8月6日、NHK-BSP）- ゲスト
- 1億人の大質問!?笑ってコラえて!（2021年6月23日、日本テレビ）「高そうな犬を連れている人はきっとセレブに違いないの旅」のコーナーに愛犬コジローと出演。
- 所さんの学校では教えてくれないそこんトコロ! -（2023年9月15日、11月24日；2024年3月15日、5月31日、6月28日、8月16日、11月29日；2025年3月14日、テレビ東京）「金属探知機でお宝探し!」
- クレイジージャーニー（TBS）
  - 2023年11月29日 - 徳川埋蔵金
  - 2024年5月27日 - 天草四郎の財宝